# T・レックス
T・レックス（英語: T. Rex）は、イングランド出身のロックバンド。旧名ティラノザウルス・レックス。
同国のミュージシャン マーク・ボランを中心に活動。フォークロック・バンドからスタートし、改名後はグラムロックの代表格として人気を博した。2020年「ロックの殿堂」入り。

## 概要
ロンドン出身のボランがリーダー。デヴィッド・ボウイ、ロキシー・ミュージック、モット・ザ・フープルなどとともに、1970年代前半のグラムロック・ムーブメントを代表するアーティストとなった。その音楽はT・レクスタシーと呼ばれることもあった。

## 略歴

### ティラノザウルス・レックス期（1967年 - 1970年）
1967年、ボラン（アコースティック・ギター、ヴォーカル）とスティーヴ・トゥック（パーカッション）の二人でティラノザウルス・レックス（Tyrannosaurus Rex）を結成し、翌1968年にデビュー。
ティラノザウルス・レックスはサイケデリックなフォークロック・グループとして一部でカルト的な人気を誇った。彼等を熱心に応援していたのが、DJのジョン・ピールだった。トニー・ヴィスコンティをプロデューサーに迎えたデビュー・アルバム『ティラノザウルス・レックス登場!!』は、全英15位を記録。
1970年、ボランはミッキー・フィン（パーカッション）を新しい相棒に迎え、エレクトリック・ギターを導入した。

### T・レックス期（1970年 - 1977年）
1970年12月にバンド名をT・レックス（T. Rex）と短縮、「ライド・ア・ホワイト・スワン」(全英2位）の大ヒットでスターダムに。1971年にベーシストのスティーヴ・カーリーとドラマーのビル・レジェンドが加わり、ボラン（Vo/G）、カーリー（B）、フィン（パーカッション）、レジェンド（Ds）からなる4人編成のバンドになって初めてのアルバム『電気の武者』が全英チャート1位の大ヒット。「ゲット・イット・オン」（全英1位・全米10位）や「ジープスター」（全英2位）といったヒット・シングルも生まれ、イギリスでは人気グラムロック・グループとなり、『第2のビートルズ』との呼び声も高かった。彼等の成功に伴って、ストリングスを大胆に用いた独特のサウンドを構築したプロデューサーのヴィスコンティも評価を高めた。
1972年に『ザ・スライダー』（全英4位・全米17位)、1973年には『タンクス』（全英4位）と次々にヒットアルバムを出す。さらにシングル「テレグラム・サム」（全英1位・全米67位)、「メタル・グルー」（全英1位）、「チルドレン・オブ・ザ・レボリューション」（全英2位）、「イージー・アクション」（全英2位）など、数多くの大ヒットを連発していった。1972年にはリンゴ・スターが監督を務めたドキュメンタリー映画『ボーン・トゥ・ブギー』が公開された。日本公演は1972年と1973年に行なわれ、東京公演が日本武道館で開かれたほどの人気を呼んだ。また1973年にリリースされたシングル「20センチュリー・ボーイ」（全英3位）は当時の日本盤の発売元だった東芝EMIのスタジオでレコーディングされた。しかしアメリカでは「ゲット・イット・オン」しかヒットせず、大きな成功をおさめることができなかった。
1975年に入るとグラムロックブームが終わり、彼等の人気は急速にしぼんでいった。人気急落後のボランは麻薬中毒ともあいまって、危機的な状況を迎える。この時期の楽曲はブラック・ミュージック色を取り入れたもので、現在ではそれなりに評価されているが、当時の評価は芳しくなかった。さらに不摂生の祟ったボランは太ってしまい、ビジュアル面でも精彩を欠いた。だがやがて彼は息子の誕生などを機に生活を改め、バンド・メンバーを一新し、ソウルミュージックやパンク・ロックにも興味を示して再起を図っていた。
ボランは1969年に出会った黒人女性シンガーのグロリア・ジョーンズ（1945年〜）と1972年に再会し、恋愛関係になっていた。彼は既に1970年に恋人だったジューン・チャイルドと結婚していたために、ジョーンズとは婚姻届なしの事実婚となった。1975年に二人の間には息子ロラン（ロラン・ボラン：Rolan Bolan）が誕生した。しかし1977年、30歳の誕生日の2週間前にジョーンズが運転する車が街路樹に激突し、同乗していた彼は29歳で死去した。彼は生前「30歳まで生きられないだろう」と言っており、偶然にもその言葉通りになった。

### 消滅後
バンド名がT・レックスとなってからは、殆どボランのソロプロジェクト状態だったが、後年はそれがより鮮明になっていった。アルバム『ズィンク・アロイと朝焼けの仮面ライダー』（1974年）などはマーク・ボラン＆T・レックス名義でリリースされている。そのためT・レックスは彼の死で活動を休止した。
1980年にトゥック、1981年にカーリー、2003年にはフィンが他界。2020年の時点で、全盛期のメンバーではレジェンドのみが存命である。
2020年、「ロックの殿堂」入りを果たす。該当メンバーはボラン、カーリー、フィン、レジェンドの4人。

## ミッキー・フィンズ・T・レックス

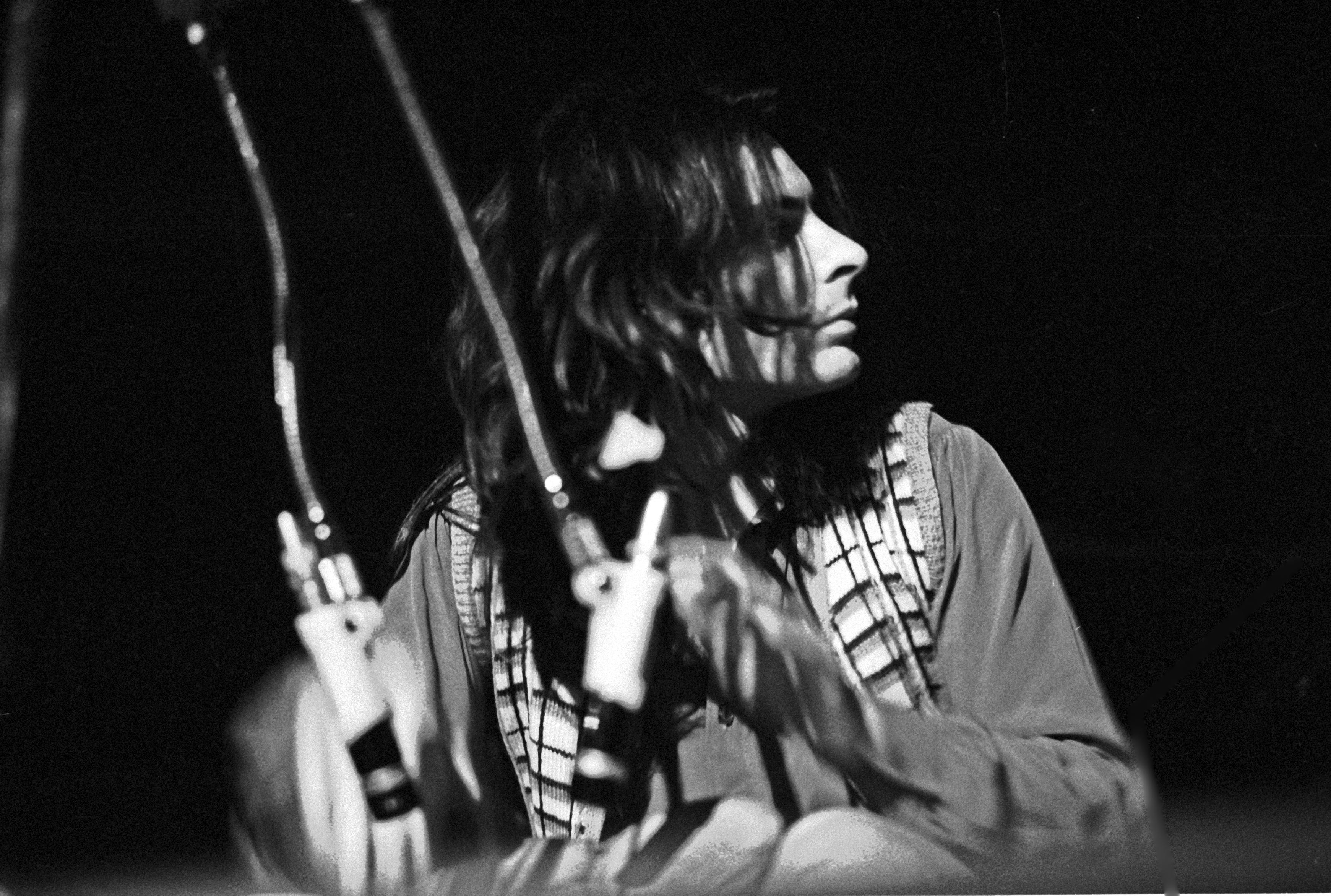
T・レックス時代のミッキー・フィン

ボランの死後20年経った1997年、T・レックスに最も長く在籍したフィンと末期の活動に関わったセッション・ドラマーのポール・フェントンが中心となって、「ミッキー・フィンズ・T・レックス（Mickey Finn's T. Rex）」名義で活動を始めた。
2003年にフィンがアルコール性の肝臓病で死去すると、残されたメンバーは名前をT・レックスに変更して活動を続けた。しかしファンから抗議を受けて、2008年に名前を元に戻した。現在の名義はフィン家とT・レックスの法的権利を管理する団体TAGの承認を受けている。

## メンバー
- マーク・ボラン (Marc Bolan)（1947年9月30日 - 1977年9月16日）

ギター、ヴォーカル (1967年-1977年)
- スティーヴ・トゥック (Steve Peregrin Took)（1949年7月28日 - 1980年10月27日）

パーカッション、ヴォーカル (1967年-1969年)
- スティーヴ・カーリー (Steve Currie)（1947年5月19日 - 1981年4月28日）

ベース (1970年-1976年)
- ミッキー・フィン (Mickey Finn)（1947年6月3日 - 2003年1月11日）

パーカッション (1969年-1974年)
- ビル・レジェンド (Bill Legend)（1944年5月8日 - ）

ドラムス (1971年-1973年)
- ポール・フェントン

ドラムス (1973年-1975年)
- ジャック・グリーン (Jack Green)（1951年3月12日 - 2024年4月18日）

ギター (1973年)
- ディノ・ダインズ (Dino Dines)（1944年12月17日 - 2004年1月28日）

キーボード (1973年-1977年)
- デイヴィー・ラットン

ドラムス (1973年-1976年)
- グロリア・ジョーンズ (Gloria Jones)（1945年10月19日 - ）

キーボード、ヴォーカル (1973年-1976年)
- ミラー・アンダースン (Miller Anderson)（1945年4月12日 - ）

ギター、ヴォーカル (1976年-1977年)
- ハービー・フラワーズ (Herbie Flowers)（1938年5月19日 - ）

ベース (1976年-1977年)
- トニー・ニューマン (Tony Newman)（1943年3月17日 - ）

ドラムス (1976年-1977年)

## ディスコグラフィ

### ティラノザウルス・レックス

#### アルバム
- 『ティラノザウルス・レックス登場!!』 - My People Were Fair And Had Sky In Their Hair, But Now They're Content To Wear Stars On Their Brows（1968年）
- 『神秘の覇者』 - Prophets, Seers And Sages, The Angels Of The Ages（1968年）
- 『ユニコーン』 - Unicorn（1969年）
- 『ベアード・オブ・スターズ』 - A Beard Of Stars（1970年）

#### シングル
- デボラ - "Debora" / チャイルド・スター - "Child Star"（1968年、日本グラモフォン DP-1508）
- ワン・インチ・ロック - "One Inch Rock" / サラマンダ・パラガンダ - "Salamanda Palaganda"（1969年、日本グラモフォン DP-1617）

### T・レックス

#### アルバム
- 『T・レックス』 - T.Rex（1970年）
- 『電気の武者』 - Electric Warrior（1971年）
- 『ボラン・ブギー』 - Bolan Boogie（1972年）※ベスト盤
- 『ザ・スライダー』 - The Slider（1972年）
- 『タンクス』 - Tanx（1973年）
- 『ズィンク・アロイと朝焼けの仮面ライダー』 - Zinc Alloy And The Hidden Riders Of Tomorrow Or A Creamed Cage In August（1974年）
- 『ブギーのアイドル』 - Bolan's Zip Gun（1975年）
- 『銀河系よりの使者』 - Futuristic Dragon（1976年）
- 『地下世界のダンディ』 - Dandy In The Underworld（1977年）

#### シングル
- ライド・ア・ホワイト・スワン - "Ride A White Swan" / サマータイム・ブルース - "Summertime Blues"（1971年、キング HIT1857）
- ホワイト・スワン - "Ride A White Swan" / イズ・イット・ラヴ - "Is It Love" / サマータイム・ブルース - "Summertime Blues"（1971年、東芝音楽工業 OR-2762）※再発盤
- ゲット・イット・オン - "Get It On" / ロウ・ランプ - "Raw Ramp"（1972年、東芝音楽工業 OR-2783）
- ホット・ラヴ - "Hot Love" / ウッドランド・ロック - "Woodland Rock" / キング・オブ・ザ・マウンテン - "The King Of The Mountain Cometh"（1972年、東芝音楽工業 OR-2787）
- テレグラム・サム - "Telegram Sam" / キャデラック - "Cadilac"（1972年、東芝音楽工業 OR-2988）
- メタル・グルー - "Metal Guru" / レディー - "Lady"（1972年、東芝音楽工業 EOR-10100）
- デボラ - "Debora" / ワン・インチ・ロック - "One Inch Rock"（1972年、ポリドール DW-1058）※再発カップリング盤
- ゲット・イット・オン - "Get It On" / ホット・ラヴ - "Hot Love"（1972年、ポリドール DW-1059）※再発カップリング盤
- キング・オブ・ザ・マウンテン - "The King Of The Mountain Cometh" / ベルテーン・ウォーク - "Beltane Walk"（1972年、ポリドール DW-1065）※再発盤
- ジープスター - "Jeepster" / ライフズ・ア・ガス - "Life's A Gas"（1972年、ポリドール DP-1857）
- チルドレン・オヴ・ザ・リボリューション - "Children Of The Revolution" / ジッターバッグ・ラヴ - "Jitterbug Love" / サンケン・ラグ - "Sunken Rags"（1973年、東芝音楽工業 EOR-10200)
- イージー・アクション - "Solid Gold Easy Action" / ボーン・トゥ・ブギー - "Born To Boogie"（1973年、東芝音楽工業 EOR-10240）
- 20センチュリー・ボーイ - "20th Century Boy" / フリー・エンジェル - "Free Angel"（1973年、東芝音楽工業 EOR-10320）
- ザ・グルーバー - "The Groover" / ミッドナイト - "Midnight"（1973年、東芝音楽工業 EOR-10390)
- トラック・オン - "Truck On (Tyke)" / シッティング・ヒア - "Sitting Here"（1973年、東芝音楽工業 EOR-10476）
- ティーンエイジ・ドリーム - "Teenage Dream" / サティスファクション・ポニー - "Satisfaction Pony"（1974年、東芝音楽工業 EOR-10505）
- ライト・オヴ・ラヴ - "Light Of Love" / 爆発する唇 - "Explosive Mouse"（1974年、東芝EMI EMR-10610）
- ジップ・ガン・ブギー - "Zip Gun Boogie" / スペース・ボス - "Space Boss"（1974年、東芝EMI EMR-10711）
- ニューヨーク・ブギー - "New York City" / クロム・シター - "Chrome Sitar"（1975年、東芝EMI EMR-10842）
- ドリーミー・レディ - "Dreamy Lady" / 踊ろうよベイビー - "Do You Wanna Dance"（1975年、東芝EMI EMR-10877）
- 麗しのロンドン・ボーイズ - "London Boys" / ソリッド・ベイビー - "Solid Baby"（1976年、東芝EMI EMR-10951）
- ラヴ・トゥ・ブギ - "I Love To Boogie" / ベイビー・ブーメラン - "Baby Boomerang"（1976年、東芝EMI EMR-20074）
- 心はいつもロックン・ロール - "The Soul Of My Suit" / クローム色の小夜曲 - "All Alone"（1977年、東芝EMI EMR-20218）
- 地下世界のダンディ - "Dandy In The Underworld" / 僕のペットはタイガー - "Tame My Tiger"（1977年、東芝EMI EMR-20326）

### T・レックス　その他

#### アルバム
- 『ザ・ソウル・セッションズ』 - THE SOUL SESSIONS（2016年）
- 『ア・クラウン・オブ・ダーク・スワンズダウン』 - A Crown of Dark Swansdown（2016年）
- 『トゥーペニー・プリンス』 - Twopenny Prince（2017年）
- 『T.レックスタシー』 - T.REXTASY（2017年）※マーク・ボラン70周年記念ライブベスト盤

## 日本公演
- 1972年
  - 11月28日：日本武道館
  - 11月29日：愛知県体育館
  - 12月1日：大阪府立体育館
  - 12月4日：日本武道館
- 1973年
  - 10月25日：日本武道館
  - 10月27日：名古屋市立大学体育館
  - 10月28日：大阪厚生年金会館（現・オリックス劇場）
  - 10月29日：広島郵便貯金会館（現・上野学園ホール）
  - 10月31日：新日鐵大谷体育館